# Zhongbu (köpinghuvudort i Kina, Jiangxi Sheng, lat 28,85, long 117,30)
Zhongbu är en köpinghuvudort i Kina. Den ligger i provinsen Jiangxi, i den sydöstra delen av landet, omkring 140 kilometer öster om provinshuvudstaden Nanchang. Antalet invånare är 76 082. Befolkningen består av 36 373 kvinnor och 39 709 män. Barn under 15 år utgör 31 %, vuxna 15-64 år 62 %, och äldre över 65 år 5,0 %.
Runt Zhongbu är det ganska tätbefolkat, med 214 invånare per kvadratkilometer. Zhongbu är det största samhället i trakten. Trakten runt Zhongbu består till största delen av jordbruksmark.
Genomsnittlig årsnederbörd är 2 653 millimeter. Den regnigaste månaden är juni, med i genomsnitt 449 mm nederbörd, och den torraste är oktober, med 41 mm nederbörd.